# Челишвили, Полиект Николаевич
Полиект Николаевич Челишвили — бригадир проходчиков шахты «Юго-Восточная» треста «Ткибулшахтстрой», Герой Социалистического Труда.

## Биография
Родился в 1897 году в селении Ткибули, ныне город в составе края Имеретия Грузии, в крестьянской семье. В 1908 году окончил три класса сельской школы.
В 1913 году приехал работать на шахты. Участник 1-й мировой войны, воевал на Кавказском фронте. После революции, в составе рабочего батальона участвовал в установлении советской власти в Грузии.
В 1921 году вернулся на шахту. В течение 17 лет Челишвили работал на шахтах Ткибули забойщиком и крепильщиком. На практике изучил горное дело, становится мастером добычи угля. В 1938 году возглавил бригаду проходчиков. В течение Великой Отечественной войны бригада Челишвили работала на самых ответственных участках.
Бригада ударно работала на проходке шахты «Восточная». И в том, что эта шахта быстро вошла в строй действующих предприятий, — немалая заслуга Челишвили и его бригады, обеспечившей на переднем крае обороны Кавказа снабжение топливом заводов и фабрик Грузии.
В 1944 году на строительстве шахты «Юго-Восточная» проходка вентиляционной и откаточной штолен была поручена бригаде Челишвили. Правильно расставив людей, соблюдая цикл проходки, проходчики добились выдающихся успехов. Работа пошла особенно хорошо после того, как бригада получила породопогрузочные машины КМП-1. В 1945 году вступил в компартию.
В 1945 и 1946 годах бригада Челишвили работала с рекордными показателями: при утвержденном темпе проходки 75 метров в месяц, она проходила 115—120 метров. Бригадир хорошо организовал труд проходчиков. За годы своей работы Челишвили обучил шахтерскому мастерству свыше 40 человек. В бригаде Челишвили за 15 лет не было ни одного случая травматизма и аварий. Все пройденные им выработки получили отличную оценку. Присвоено персональное звание горного мастера.
Указом Президиума Верховного Совета СССР от 28 августа 1948 года за выдающиеся успехи в деле увеличения добычи угля, восстановления и строительства угольных шахт и внедрение передовых методов работы, обеспечивающих значительный рост производительности труда Челишвили Полиекту Николаевичу присвоено звание Героя Социалистического Труда с вручением ордена Ленина и золотой медали «Серп и Молот».
Избирался депутатом районного Совета, был членом республиканского Совета профсоюзов Грузии.
Жил в городе Ткибули. Умер в ??? году.
Награждён двумя орденами Ленина (оба 1948), «Знак Почёта» (1942), медалями.